# No restraint
No restraint (bisweilen auch Non restraint; deutsch keine Zwangsmaßnahme) ist ein Behandlungskonzept in der Psychiatrie. Es bezeichnet eine von Robert Gardiner Hill (1811–1878) begründete und von John Conolly zuerst 1839 im Hanwell Asylum (England) umgesetzte Maxime, auf jede Form mechanischer Zwangsbehandlung zu verzichten. Conolly veröffentlichte dazu 1856 eine Schrift. Ausschlaggebend war für ihn das moralische Engagement, das von den Prinzipien der moralischen Behandlung getragen war. 
Hanwell war eine kleine private Anstalt, die für die Entwicklung der Psychiatrie im England des 19. Jahrhunderts nicht als repräsentativ angesehen werden kann. Die soziale Distanz zwischen den reichen und den armen Irren wurde dadurch zunächst eher noch vergrößert. In Deutschland verschafften Christian Roller, Ludwig Meyer und Wilhelm Griesinger, in Frankreich Auguste Morel dem No-Restraint-System Anerkennung. Bernhard von Gudden praktizierte das No-restraint-Konzept bei der Behandlung Ludwig II. 1886 auf Schloss Berg, Bayern. Nach Julius Pagel wurde es in Deutschland zuerst von Eduard Levinstein in Berlin eingeführt.
Die von Conolly praktizierte und als solche namentlich bekannt gewordene Behandlung von psychisch Kranken war zuvor bereits 1787 von Abraham Joly in Genf und 1793 von Philippe Pinel in Paris praktiziert worden. Sie wird als Ausdruck des in der Aufklärung propagierten philanthropischen Interesses gewertet.